# Daniel Martínez (judoka)
Daniel Martínez es un deportista venezolano que compitió en judo. Ganó una medalla de bronce en el Campeonato Panamericano de Judo de 2004, en la categoría de –55 kg.

## Palmarés internacional
| Campeonato Panamericano | Campeonato Panamericano       | Campeonato Panamericano | Campeonato Panamericano |
| Año                     | Lugar                         | Medalla                 | Categoría               |
| ----------------------- | ----------------------------- | ----------------------- | ----------------------- |
| 2004                    | Isla de Margarita (Venezuela) | Medalla de bronce       | –55 kg                  |